# Allium tschulaktavicum
Allium tschulaktavicum — вид рослин з родини амарилісових (Amaryllidaceae); ендемік Китаю.

## Поширення
Ендемік Китаю — Сіньцзян.